# Gianni Bugno
Gianni Bugno (født i Brugg, Schweiz, 14. februar 1964) er en italiensk tidligere professionel cykelrytter.
I 1988 vandt han sin første af fire etapesejre i Tour de France. Han vandt klassikeren Milano-Sanremo i 1990. Samme år vandt han også Giro d'Italia og to etaper i Tour de France. I 1991 vandt han Clásica de San Sebastián og en Tour de France-etape op til Alpe d'Huez, og blev nummer to sammenlagt i Tour de France. Året efter blev han nummer tre sammenlagt. I 1994 vandt han klassikeren Flandern Rundt.
Bugnos vandt to gange VM-guld. I 1991 slog han hollænderen Steven Rooks og spanieren Miguel Indurain, og i 1992 slog han franskmanden Laurent Jalabert og russeren Dimitri Konishev.